# Санторини, Джованни Доменик
Джованни Доменик Санторини  (итал. Giovanni-Dominico Santorini, 1681—1737) — известный итальянский анатом, профессор анатомии в Венеции.
По его имени названы: два маленькие хряща, сидящие на самой верхушке черпаловидных хрящей, дополнительный проток поджелудочной железы; вены (emissaria Santorini), проходящие через каналы и отверстия черепных костей, и смеющаяся мышца лица (M. risorius Sautorini).
Санториниевым сосочком иногда называют малый сосочек двенадцатиперстной кишки, через который открывается в двенадцатиперстную кишку санториниев (дополнительный поджелудочной железы) проток.